# Dennis Overeem
Dennis Overeem (Amsterdam, 12 mei 1971) is een Nederlands acteur, regisseur, producent en castingdirector. In 1997 debuteerde Overeem in de Nederlandse film Karakter als boer. Later speelde hij rollen in Goede tijden, slechte tijden, Samen, Bitches en Onderweg naar Morgen.
Van 2004 tot en met 2014 was Overeem werkzaam als castingdirector voor Kemna Casting. Hij werkte voor onder andere Goede tijden, slechte tijden en De Hel van '63. Na zijn werk bij Kemna Casting vertrok hij naar Los Angeles om in training te gaan bij dramacoach Ivana Chubbuck. Overeem werd ook actief als regisseur en schrijver van diverse comedyseries en korte films. 
Anno 2021 werkt Overeem als castingdirector en regisseur bij The Buddy Filmfoundation.

## Werkzaamheden

### Acteur

#### Film
- Aline (2014) - Willem
- Hè, Gezellig (2014) - Sepp van der Laak
- Indringers (2013) - Gymdocent
- Laptop (2012) - Cor
- De bende van Oss (2011) - Bosma
- Claustrofobia (2011) - castingdirector
- Triade (2010) - Rob
- De Hel van '63 - Militair Edwin
- Het boekje van Ellen (2009) - Benno
- 50 Jaar Filmacademie (2008) - UWV medewerker
- Tiramisu (2008) - castingdirector
- Bloedbroeders (2008) - Politieman 1
- Alles is liefde (2007) - Make-up artiest
- Wild Romance (2006)
- Erik of het klein insectenboek (2004) - Kakkerlak
- Shouf Shouf Habibi! (2004) - Eric
- Dwaalgast (2003) - Politieofficier
- Uitgesloten (2001) - Spreker
- Au (1997) - Politieagent
- Karakter (1997) - Boer

#### Televisie
- Dokter Tinus (2014) - Casper
- Fashion Planet (2014) - Ontwerper
- Sophie's Web (2013-2014) - Christo
- Wat pijn doet (2013) - Bart Dreese
- Bedtijd (2013) - Arnout
- Flikken Maastricht (2012) - Sjaak Huijbrechts
- Sketchup (2011)
- Walhalla (2011) - Kees
- Gooische Frieten (2010) - Pieter Drooglever Fortuyn
- VRijland (2010) - Patat Commissie
- Dol (2009) - Michael Star (stem)
- S1ngle (2009) - Vervelende man
- S1ngle (2008) - Vrijgezel
- Suzanne en de mannen (2009) - Bart
- De co-assistent (2007) - Broeder 1
- Willemspark (2007) - Make-up artiest
- Keyzer & De Boer Advocaten (2007) - Ben Palsma
- Samen (2005-2006) - Dennis Schönfeld
- Bitches (2005) - Hugo
- Missie Warmoesstraat (2004) - Niels Overgaag
- Missie Warmoesstraat (2004) - Verdachte
- Onderweg naar Morgen (2003) - Bram de Boei
- Baantjer (2003) - Jack van Vegten
- Spangen (2002) - Kleermaker
- Spangen (2001) - Officier
- Goede daden bij daglicht (2001) - Suppoost
- Goede tijden, slechte tijden (2000) - Jan Griffioen
- Westenwind (1999) - Politieagent
- Onderweg naar Morgen (1997) - Politieagent Teun
- Onderweg naar Morgen (1997) - Politieagent Steven
- Goudkust (1997) - Psycholoog/Deejay
- Oppassen!!! (1997) - Man in café

### Regisseur

#### Film
- Bam (2015)
- Viskom (2014)
- You Can Run (2013)

#### Televisie
- Fashion Planet (2014)
- Sophie's Web (2013-2014)
- Aandacht Aub! (2013)
- Gooische Frieten (2010)

### Producent

#### Televisie
- Sketchup (2011)
- Gooische Frieten (2010)
- Dol (2009)

### Schrijver

#### Film
- Bam (2015)
- You Can Run (2013)
- Tien voor twee (2013)

#### Televisie
- Fashion Planet (2014)
- Sophie's Web (2013-2014)
- Aandacht Aub! (2013)
- Tortelduifjes Show (2012)
- Gooische Frieten (2010)
- Dol (2009)

## Trivia
- In 2005 is Dennis Overeem voor zijn rol van "Schele Manus" in de musical De Jantjes genomineerd voor "Beste mannelijke hoofdrol in een grote musical" (John Kraaijkamp Musical Award).
- Tijdens de koningsvaart in 2013 werd er live bij het Eye filmmuseum in Amsterdam-Noord een ode gebracht aan Flodder voor Koning Willem-Alexander. De familie Flodder reed in de bekende roze auto voorbij. De scènes werden niet gespeeld door de originele acteurs. Dennis Overeem nam de rol van Johnnie op zich.[1]